# Horisme neocosma
Horisme neocosma là một loài bướm đêm trong họ Geometridae.